# Анђеоска врата
Анђеоска врата је седамнаести музички албум српског певача Шабана Шаулића. Објављен је 1992. године за издавачке куће Пелекс, за тржиште Немачке и Југодиск за тржиште СРЈ, на компакт диск формату, винилу и аудио касети. На албуму се налази седамнаест песама.

## Песме
| Бр. | Назив песме                | Трајање |
| --- | -------------------------- | ------- |
| 1.  | Опасна си као кобра        | 03:40   |
| 2.  | Нема смрти до суђеног дана | 03:36   |
| 3.  | Знам ти болну тачку        | 03:43   |
| 4.  | Да је ту                   | 04:05   |
| 5.  | Био сам пијанац            | 02:34   |
| 6.  | Анђеоска врата             | 04:43   |
| 7.  | Увенуће нарцис бели        | 04:52   |
| 8.  | И просио бих с' њом        | 03:56   |
| 9.  | Песмо моја непевана        | 02:49   |
| 10. | Чија ли је оно мала        | 03:50   |
| 11. | Гордана                    | 03:54   |
| 12. | Ноћас ми се с тобом спава  | 03:32   |
| 13. | Хвала ти за љубав          | 02:50   |
| 14. | Ти си мени и немоћ и моћ   | 04:28   |
| 15. | Дајем ти све               | 02:38   |
| 16. | Сањам жену с' малишаном    | 03:38   |
| 17. | Авантура                   | 04:01   |